# Tenuipalpus tepicanus
Tenuipalpus tepicanus är en spindeldjursart som beskrevs av De Leon 1957. Tenuipalpus tepicanus ingår i släktet Tenuipalpus och familjen Tenuipalpidae. Inga underarter finns listade i Catalogue of Life.